# 김정아 (성우)
김정아(1974년 12월 6일 ~ )는 대한민국의 성우이다. 2000년 KBS 28기 공채 성우로 데뷔하였다.

## 주요 활동작
※ 전체 출연작은 외부 링크를 참조

### TV 애니메이션(KBS)
- 시간여행자 루크
- 인앱 - 유저
- 엘리먼트 헌터(KBS) - 단역
- 쥬로링 동물탐정(KBS) - 미누
- 엘리시움(KBS) - 닉스, 리디아
- 상상친구 꾸메푸메(KBS) - 꾸메, 치치, 쁘리따
- 파워마스크(KBS) - 아이
- 얼룩말 조우(KBS) - 조우

### TV 애니메이션(타사)
- 검볼(카툰네트워크) - 아나이스 워터슨
- 사우스 파크 - 웬디, 아이크
- 도라에몽(대원방송) - 노진구(노비 노비타)
- 엽기인걸 스나코(애니박스) - 나카하라 스나코
- 꾸러기 닌자 토리(재능방송) - 토토
- 러키스타(애니박스) - 이즈미 카나타, 사쿠라바 히카루
- 데스노트(대원방송) - 미소라 나오미
- 유리함대(애니맥스) - 랄프
- 귀를 기울이면(MOVIE) - 유우코
- 사이보그 009 (애니맥스) - 이슈킥, 다프네
- 아기공룡 둘리(SBS) - 영희, 쇠귀신, 꼬마2, 둘리 엄마
- 지오메카 비스트가디언 - 와라
- 금붕어 주의보(애니원) - 교피, 욱이, 승연, 여리포터
- 코바토(애니맥스)
- 돌아온 우주보안관 장고(애니박스) - 퍼즈
- 만능 비리몽(재능TV) - 달수
- 바다요정 스노크(재능TV) - 우람이
- 택틱스(애니맥스) - 아야메
- 배트맨(카툰네트워크) - 옌
- 꾸러기 닌자 토리(디즈니채널) - 토토
- 유니코2(애니박스) - 체리
- 스티븐 유니버스(카툰네트워크) - 펄
- 장난감 나라의 노디(EBS) - 노디
- 호야네 집(EBS) - 호야
- 극장판 도라에몽: 신 진구의 버스 오브 재팬 - 노진구
- 극장판 도라에몽: 진구의 보물섬 - 노진구
- 가디언즈 - 샌드맨
- 폴라 익스프레스(SBS) - 외톨이(빌리)

### 영화 더빙
- 보이즈 게임 (KBS) - 딜런 (티모시 에드먼즈)
- 데스페라도(SBS) - 술집 여자(엔젤라 란자) / 남자 아이(에이브러햄 J. 버두즈코)
- 쥬만지(SBS) - 어린 세라(로라 벨 번디) / 불량배(게리 조셉 쏘럽)
- 천국의 속삭임(KBS) - 다비드(프란체스코 캄포바소)
- 꼬마 니콜라(KBS) - 아냥 (다미앙 페르데르)
- 내 생애 최고의 데이트(SBS) - 배우(안나 브래들리) /수영장 여성
- 징기스칸(SBS) - 비카
- 더 록(SBS)
- 큐브 2(SBS) - 샤샤 (그레이스 린 쿵)
- 사랑할 때 버려야 할 아까운 것들(SBS) - 해리의 여친(니콜 힐츠)
- 사막의 뱀파이어(SBS)
- 스네이크 아이즈(SBS)
- 아이들의 훈장(KBS)
- 캣우먼(SBS) - 톰의 동료 경찰(베니타 하)
- 슈가&스파이스(SBS) - 펀 (알렉산드라 홀든)
- 레지던트 이블 2(SBS) - 안젤라 (소피 바바서)
- 미지의 코드(SBS)
- 라스트 패트롤(SBS) - 캔디 (레베크 크로스)
- 풀 타임 킬러(SBS)
- 박사가 사랑한 수식(KBS) - 가정부(카야시마 나루미)
- 원초적 본능 2(KBS) - 미셸 (플로라 몽고메리)
- 8인: 최후의 결사단(KBS) - 방홍 (이우춘)
- 배드 컴퍼니(SBS)
- 버스데이 걸(SBS)
- 하루, 48시간(KBS) - 뤄실 (샌드린 뒤마) 외
- 메멘토(KBS) - 문신가게 주인
- 패닉 룸(KBS) - 스티븐의 애인(니콜 키드먼) / 전화 교환원
- 도니 다코(KBS) - 사만사 (다베이 체이스)
- 재회(KBS)
- 슬립워커(KBS)
- 레이디스 앤 젠틀맨(KBS) - 제니
- 참새들의 합창(KBS)
- 귀향(KBS) - 파올라 (요아나 코보)
- 이니셜 D(KBS) - 미치코(타나카 치에)
- 상하이 눈(KBS) - 여관 직원(케이트 루이벤)
- 20 30 40(KBS) - 릴리의 딸(증지교) / 꽃집 직원(옥이인)

### 외화
- 토치우드(KBS) - 에스터 드러먼드(알렉사 해빈스)
- 말괄량이 마법학교(SBS) - 모나(애너벨 반스톤)
- 변두리 로켓(채널J) - 사야 / 아키 / 사쿠마
- 파워레인저 다이노포스(대원방송) - 라큐로
- 파워레인저 다이노포스 브레이브(대원방송) - 라큐로
- 파워레인저 킹덤포스(대원방송 - 라큐로

### TV 더빙
- 스타 피트니스(KBS SKY)
- 세상에서 가장 아름다운 여행(SBS)
- 특집 <20만의 또다른 한국인 해외 입양인(SBS)

### 라디오
- 환타지 특급 - 드래곤 라자(KBS) - 아가씨

### 영화
- 라디오 스타 (2006년)